# أكيشو
أكيشو (بالصومالية: Akiisho) هي قبيلة صومالية شمالية، وهي من البطون الفرعية لشجرة قبيلة الدِر.

## نظرة عامة
تمتلك أكيشو روابط مباشرة مع قبائل عيسى، وجادابورسي، وسري (عبدال وقبيس)، وبيمال (التي تنتمي إليها عشيرة جادسن أيضاً)، وبورسوق، وغرغرا، (عشيرة القرانيو على وجه التحديد حيث يزعمون أنهم ينحدرون من دِر)، غاريير، وعشائر الدِر الأخرى ولديهم روابط مباشرة مع مجموعات عشائر هوية (عرير)، حوادله، عجوران، دغودي، الجعل، الذين يشتركون في نفس السلف لـصمالي [الإنجليزية].

## توزيعها
تسكن قبيلة أكيشو كلاً من أرض الصومال وإثيوبيا، وخاصة في كل من المنطقة الصومالية ومنطقة أوروميا. يعيش أفراد أكيشو في أرض الصومال ضمن منطقة وقويي جالبيد، في مدن وبلدات هرجيسا؛ عربسيو، وجاله، ألايباداي، وغابيلي. تعد أكيشو من بين الجماعات الصومالية الأكثر انتشاراً في إثيوبيا، حيث يسكن أفراد أكيشو جيجيجا، كوردهير، ديري. ديوا، بيل (ناجيل)، بابيلي، فايانبيرو، قبري بيه، فيق، هارا مايا، هرار، أوبرا، ودادار، فاديجا جودانتا بورال جرسوم والعديد من المناطق الجغرافية الأخرى. ومحي الدين أوداوا هو سلطان عشيرة أكيشو حالياً.
كما تعد عشيرة أكيشو، إلى جانب كونها عشيرة رئيسية في الدِر، واحدة من أكبر عشائر الدِر الفرعية داخل حدود منطقة أرض الصومال التابعة لإثيوبيا بناءً على التعداد السكاني الإثيوبي. يعيش العديد من شعب أكيشو في منطقة عفر في إثيوبيا.
وتعيش قبيلة أكيشو في منطقة جيجيجا حيث تشكل جزءاً كبيراً من منطقة قبري بيه وفافان. تمثل أكيشو إلى جانب عشائر غرغرا وعيسى وجادابورسي المتفرعة من قبيلة دِر، أكثر القبائل الصومالية المحلية والأصلية في هرر.

## شخصيات بارزة
• الفنانة الصومالية الراحلة بَحْسَنْ حاج علي سيجالي
• سيد أحمد بن شيخ خليف و هو الطريقة القادرية العلية في منطقة هررجي في شرق إثيوبيا
• أودي بيقي زوج ملكة أرويلو.
• مفتي أقليم الصومال الحالي الشيخ عبدالفتاح
- أحمد غري[13]